# Hoffmannseggia tenella
Hoffmannseggia tenella är en ärtväxtart som beskrevs av Benjamin Carroll Tharp och Louis Otho Otto Williams. Hoffmannseggia tenella ingår i släktet Hoffmannseggia och familjen ärtväxter. Inga underarter finns listade i Catalogue of Life.